# هيندسفيل (أركنساس)
هيندسفيل (بالإنجليزية: Hindsville, Arkansas)‏ هي بلدة أمريكية تقع في الولايات المتحدة في مقاطعة ماديسون، أركنسو. يقدر عدد سكانها بـ 75 نسمة ومساحتها 0.9 كم2 و وترتفع عن سطح البحر 417 متر.

## أعلام
- جورج ويليام فولرتون